# Josep Maria Guinart i Vilaret
Josep Maria Guinart i Vilaret   (Blanes, 22 de febrer de 1954) es un músic, intèrpret de bombardí, fiscorn i trombó de pistons, compositor, director musical, articulista i professor de música de secundària.

## Biografia
Als 10 anys, començà a cantar a l’Escolania del Col·legi Santa Maria de Blanes i a tocar a l'estudiantina del mateix collegi (bandúrria i, després, llaüt). Als 11 anys fou dels músics fundadors de la Banda Infantil del Col·legi Santa Maria de Blanes, tocant el fiscorn soprano, i als 13, el 1967, també fou fundador de la Cobla Infantil del mateix col·legi (la primera cobla infantil que hi ha hagut), com a fiscorn primer. Continuà com a músic de la Banda (tocant el bombardí) i de la Cobla fins al 1977. Des del 1970 feia de subdirector oficiós de la Banda, sense deixar-ne la vinculació fins al 1984. A la Banda hi va tornar més endavant com a director (1986-1990).
El 1972 va iniciar estudis de música al conservatori del Liceu de Barcelona, i d’Història de l’Art a la Universitat Autònoma de Barcelona (UAB). En els anys universitaris formà part de Cor Gaudium Musicae del Departament d’Història de l’Art de la UAB, dirigit per Francesc Bonastre i inicià la seva activitat com a músic de cobla professional el 1977, com a fiscorn, tocant una temporada a la Cobla Montserrat de Barcelona. Des de 1979 fins al 2014 va exercir de professor de música a l'Institut de Batxillerat Sa Palomera de Blanes.
El 1978 fou músic fundador, com a trombó, de la Cobla Mediterrània, que es va presentar l’abril de 1979. Amb la Mediterrània hi va col·laborar en diverses èpoques (1978-1983 i 1987-1978). El 1984 va entrar, primer com a fiscorn, després com a trombó, a la Cobla Vila de Blanes, de la que en fou director de 1987 a 1999. De 1988 a 1990 fou fiscorn de la Cobla Sant Jordi. Des de la seva fundació, el 1995, fins al 2014 va col·laborar, com a fiscorn i trombó, a la Cobla de Cambra de Catalunya.
El 1989 va fundar l’Escola de Música del Col·legi Santa Maria de Blanes i la va dirigir fins al 1996. També va dirigir la Banda Musical de Blanes (1983-1987). Des de 1996 dirigeix el cor de Cambra Sota Palau, del que n’és fundador.
Des de 1991 organitza el cicle de concerts “Música a l’Esperança”, que es fa a la capella d’aquest nom de Blanes els divendres de maig.
Articulista
Va col·laborar a la revista local Els Piteus, escrivint sobre temes musicals (1982-1987 i 1995-1996). Des de 1998 escriu a la revista local Recvll, sobretot articles de temes musicals. L’any 2021 comença a col·laborar esporàdicament a la revista comarcal Celobert, des de finals de 2024 de manera fixa. És jurat del Premi de cançó en català dels Premis Recvll, des de la seva creació el 2023.

## Obres[calcitació]
Sardanes
- Anna Maria (1968)
- Lustre (1972)
- Amics Vilanovins (1973) enregistrada  (Edi-Master SEM-104) (LP) (1980)
- Homenatge a Junceda (1973) enregistrada (Anmi Records 52205) (2005)
- La Vall Fosca (1973)
- Dos lustres (1976) enregistrada (Belter 2-27.435) (1983)
- Festa gran (1977) enregistrada (Interdisc VS-1001) (1978)
- Estació subterrània (1992)
- Els Trapp de Sitges (1993) enregistrada (Audiovisuals de Sarrià 5.1619) (1998)
- Sa colla des porró (1999)
- A la Lola i la seva colla (2003)
- Una altra tarda per mar (2003)
- Blanes-Las Vegas (2005) enregistrada (Anmi Records 52205) (2005)

Músiques originals de ballets per a l’Esbart Joaquim Ruyra de Blanes:
- Ball de Morratxes de Blanes (1980)
- Ball de les escombreres (1987)
- Dansem: de la castanyera a la tardor (1994)
- Ball dels collidors de castanyes (1998)
- En Garet a l’enramada (2003)

Arranjaments de ballets:
- Tirabou de Gaserans, per a l’Ajuntament de Gaserans
- Ballada a les Illes, per al Ballet Joventut de Perpinyà
- Carlet, per a l’Esbart Sant Martí de Barcelona
- Ball dels aucellets, per a l’Esbart Joaquim Ruyra de Blanes
- La Patum, per a l’Esbart Joaquim Ruyra de Blanes

Altres composicions:
- Blanes (marxa per a banda de música) (partitura desapareguda) (1975)
- La luna (per a cor) (sobre un tema tradicional moldau i lletra de Cinta Hermo, del grup Piirpauke) (1999) (enregistrada pel Cor de Cambra Sota Palau)
- Sota Palau (per a cor) (2002)
- L’amor d’en Garet (per a tenora i orgue) (enregistrada per Jordi Molina i Josep Maria Escalona) (2002)

###### Enregistraments
- Tuna Infantil del Colegio Santa Maria de Blanes (Alma -Vergara 4013-UC) (1966)
- Tuna del Colegio Santa Maria de Blanes (Alma -Vergara 4021-UC) (1967)
- Tuna del Colegio Santa Maria de Blanes (Alma -Vergara 4026-UC) (1967)
- Banda del Colegio Santa Maria de Blanes (Alma -Vergara 4022-UC) (1967)
- Banda del Colegio Santa Maria de Blanes (Barnafon BN 45-439) (1975)
- Cobla Infantil del Col·legi Santa Maria de Blanes (Barnafon BN 45-524) (1976)
- Cobla Infantil del Col·legi Santa Maria de Blanes (Interdisc VS-1001) (1978)
- Cobla Mediterrània - Sardanes Edi-Master SEM-104 (LP) (1980)
- Cobla Mediterrània - X La sardana de l’any (Olympo L-842) (1981

- Cobla Mediterrània i Companyia Elèctrica Dharma – Al Palau de la Música Catalana (LP i CD) (1982)
- Cobla Mediterrània - Homenatge a Conrad Saló (Belter 2-27.435) (1983)
- Cobla Sant Jordi - Música per a Cobla i sardanes (Àudio-Visulas de Sarrià 20.1442) (LP) (1990)
- Cobla Sant Jordi - Ball vuitcentista (Àudio-Visuals de Sarrià 25.1441) (1990)
- Cobla Vila de Blanes - Arbúcies. Sardanes (Àudio-Visulas de Sarrià (20.1514) (LP) (1992)
- Cobla de Cambra de Catalunya - Josep Maria Bernat vol.4 (Picap CD-800051/02) (1997)
- Cobla de Cambra de Catalunya  (TVC Disc) (1998)
- Coblafusió (TVC Disc CD-1016-03) (1998)
- Cobla de Cambra de Catalunya –-Les 10 de Sardana (TVC Disc CD 10017-03) (1999)

- Cobla de Cambra de Catalunya -  Joaquim Serra i Corominas 4 (Picap 911090)      (2012) (1999)
- Cobla de Cambra de Catalunya – Manuel Oltra. Sardanes (CMdeMC 1999)
- Cobla de Cambra de Catalunya – Música simfònica per a dues cobles  (CMdeMC 2000)

- Cobla de Cambra de Catalunya - 150 anys de la tenora.13 tenores solistes  (TVC Disc) (2000)
- Cobla de Cambra de Catalunya - Agustí Borgunyó (Picap 910191-02) (2001)
- Cobla de Cambra de Catalunya - Josep Maria Vilà i Gandol (Picap 91 0196-02)     (2001)
- Cobla de Cambra de Catalunya - Enric Casals i Defilló (Picap 91 0252-02) (2002)
- Nydia - La nova música de cobla (TVC Disc CD-1025-03) (2002)

- Cobla de Cambra de Catalunya - Joaquim Serra i Corominas 1 (Picap 91 0307-02)     (2003)
- Cobla de Cambra de Catalunya - Joaquim Serra i Corominas 2 (Picap 91 0332-02)     (2003)
- Cobla de Cambra de Catalunya - Joaquim Serra i Corominas 3 (Picap 91 0410-02)     (2005)
- Cobla de Cambra de Catalunya - Honorat Vilamanyà i Serrat (Picap 91 0418-02)     (2005)
- Cobla de Cambra de Catalunya - Francesc Basil i Oliveras (Picap 910466-02) 2006)
- Cobla de Cambra de Catalunya - Fèlix Martínez i Comín (Picap 910753-02) (2008)
- Cobla de Cambra de Catalunya - Joan Manén i Casas (Picap 911129) (2013)

- Cobla de Cambra de Catalunya - Eduard Martí i Teixidor (Picap911125) (2015)
- Cor de Cambra Sota Palau – Sota Palau a Palau (2001)